# Бриниця-Мокра
Бриниця-Мокра (пол. Brynica Mokra) — село в Польщі, у гміні Нагловиці Єнджейовського повіту Свентокшиського воєводства.
Населення — 201 особа (2011).
У 1975-1998 роках село належало до Келецького воєводства.

## Демографія
Демографічна структура на день 31 березня 2011 року:
|          | Загалом | Допрацездатний вік | Працездатний вік | Постпрацездатний вік |
| -------- | ------- | ------------------ | ---------------- | -------------------- |
| Чоловіки | 103     | 14                 | 73               | 16                   |
| Жінки    | 98      | 26                 | 44               | 28                   |
| Разом    | 201     | 40                 | 117              | 44                   |